# Merodon vandergooti
Merodon vandergooti is een vlieg uit de familie van de zweefvliegen (Syrphidae). De wetenschappelijke naam van de soort is voor het eerst geldig gepubliceerd in 1993 door Willem Hurkmans. De soort is vernoemd naar de Nederlandse entomoloog Volkert van der Goot (1928-2001), een specialist op het gebied van zweefvliegen.
De soort is 13 tot 14 mm groot. De dijen van het achterste pootpaar zijn sterk verdikt, de antennen opvallend oranje, de poten grotendeels geel.
Merodon vandergooti werd beschreven en benoemd aan de hand van typemateriaal uit Turkije. De soort is aangetroffen in juni in centraal en zuid-oost Turkije.

## Type
- holotype: 1 mannetje, 13.vi.1984 Leg. J.A.W. Lucas
- instituut: ZMAN
- typelocatie: "Turkey, Hakkari, Suvarihalil pass, 1250 m W side near Habul Diresi"